# Bennett Spires
Die Bennett Spires (englisch für Bennettspitzen) sind ein 1395 m hoher Berg mit zwei spitzen Gipfeln im westantarktischen Queen Elizabeth Land. Er ragt in der Neptune Range der Pensacola Mountains am Kopfende des Jones Valley auf.
Der United States Geological Survey kartierte ihn anhand eigener Vermessungen und Luftaufnahmen der United States Navy aus den Jahren zwischen 1956 und 1966. Das Advisory Committee on Antarctic Names benannte ihn 1968 nach Feldwebel Robert E. Bennett von der United States Air Force, Funker der United States Air Force Electronics Test Unit in den Pensacola Mountains im antarktischen Sommer 1957/1958.